# مارسلو ماتوس
مارسلو ماتوس (به پرتغالی: Marcelo de Mattos Terra) هافبک اهل برزیل است که در شهر Indiaporã, ایالت سائوپائولو و در تاریخ ۱۰ فوریهٔ ۱۹۸۴ به دنیا آمده‌است.
مارسلو ماتوس در تیم‌های فوتبال Mirassol ،باشگاه فوتبال توکیو، Oita Trinita، São Caetano، کورینتیانس و پاناتینایکوس سابقهٔ حضور دارد.